# 2017년 AFC U-20 풋살 선수권 대회
2017년 AFC U-20 풋살 선수권 대회는 2017년 5월 16일부터 5월 26일까지 태국 방콕에서 개최되었다. 이 대회에서 우승, 준우승을 기록한 팀들은 아르헨티나 부에노스아이레스에서 개최되는 2018년 하계 청소년 올림픽에 참가한다.
틀:AFC U-20 풋살 선수권 대회